# Basketball-Bundesliga 1971/72
Die Saison 1971/72 ist die sechste Spielzeit der Basketball-Bundesliga. Die höchste Spielklasse im deutschen Vereinsbasketball der Herren, bis 1990 beschränkt auf das Gebiet Westdeutschlands ohne die DDR, wurde in zwei regionalen Gruppen Nord und Süd ausgetragen und ermittelte die acht Teilnehmer der Finalrunde um die deutsche Meisterschaft.

## Saisonnotizen
Wegen der Verkleinerung der Regionalgruppen der Basketball-Bundesliga auf je acht Mannschaften waren zu dieser Spielzeit je vier Mannschaften aus der höchsten Spielklasse abgestiegen. Im Norden betraf dies die BG Buer, den SV St. Georg von 1895 aus Hamburg, den SSC Göttingen und den Oldenburger Turnerbund. Im Süden mussten der TSV 1860 München, der TuS REI Koblenz und der EK 1847 Eppelheim eine Klasse tiefer antreten. Der PSV Grünweiß Frankfurt verzichtete auf eine weitere Teilnahme an der Basketball-Bundesliga, weshalb der USC Mainz die Klasse halten konnte. Aufsteiger zu dieser Spielzeit waren im Norden der Hamburger TB und die SGN Essen/RuWa Dellwig und im Süden kehrten die Bundesliga-Gründungsmitglieder SV Möhringen und der Darmstädter BC in die höchste Spielklasse zurück.
Die ersten vier Mannschaften der Regionalgruppen in der Hauptrunde qualifizierten sich für zwei Endrundengruppen, bei denen im Rundenturnier-Modus entsprechend der Platzierungen der Hauptrunde je zwei Mannschaften einer Regionalgruppe in einer Endrundengruppe spielten. Dabei trafen die „ungeradig“ platzierten Mannschaften auf die „geradig“ platzierten Mannschaften der anderen Regionalgruppe. Die beiden Gruppenersten der Finalrunde kamen ins Halbfinale, wobei die Addition von Hin- und Rückspiel über den Sieger entschied. Ein zuvor ausgetragenes kleines Finale um den dritten Platz entfiel und über den Meister wurde per Addition von Hin- und Rückspiel des Duells zwischen den beiden Halbfinalsiegern entschieden.
Der TuS 04 Leverkusen gewann zum dritten Mal in Folge die Meisterschaft in zwei knappen Endspielen über den MTV 1846 Gießen. Deutscher Pokalsieger wurde der MTV Wolfenbüttel, der seinen ersten nationalen Titel errang.

## Endstände

### Hauptrunde
| # | Mannschaft                 | Punkte | Körbe     |
| - | -------------------------- | ------ | --------- |
| 1 | TuS 04 Leverkusen (M, P)   | 27:10  | 1388:942  |
| 2 | VfL Osnabrück              | 23:50  | 1201:1030 |
| 3 | SSV Hagen                  | 15:13  | 995:1024  |
| 4 | Berliner SV 1892           | 14:14  | 1089:1181 |
| 5 | MTV Wolfenbüttel           | 10:18  | 975:1010  |
| 6 | Hamburger TB               | 10:18  | 1062:1200 |
| 7 | SGN Essen/RuWa Dellwig (N) | 09:19  | 990:1095  |
| 8 | ASV Köln (N)               | 04:24  | 901:1119  |

| # | Mannschaft        | Punkte | Körbe     |
| - | ----------------- | ------ | --------- |
| 1 | MTV 1846 Gießen   | 26:20  | 1348:1005 |
| 2 | USC München       | 17:11  | 1161:1029 |
| 3 | USC Heidelberg    | 17:11  | 1152:984  |
| 4 | 1. FC 01 Bamberg  | 17:11  | 1129:1053 |
| 5 | USC Mainz         | 14:14  | 1140:1172 |
| 6 | FC Bayern München | 14:14  | 1155:1150 |
| 7 | SV Möhringen (N)  | 07:21  | 1103:1252 |
| 8 | BC Darmstadt (N)  | 00:28  | 948:1491  |

| (M) Meister der Vorsaison____           | (N) Neuling (Aufsteiger)____ | (P) Pokalsieger der Vorsaison                  |
| Fett Für Zwischenrunde qualifiziert____ |  Absteiger____               |  Klassenerhalt nach Verzicht eines Aufsteigers |

### Zwischenrunde
| # | Mannschaft      | Siege | Remis | Nieder- lagen | Punkte | Körbe   |
| - | --------------- | ----- | ----- | ------------- | ------ | ------- |
| 1 | MTV 1846 Gießen | 5     | 0     | 1             | 10:2   | 531:427 |
| 2 | VfL Osnabrück   | 4     | 0     | 2             | 8:4    | 481:464 |
| 3 | USC Heidelberg  | 2     | 0     | 4             | 4:8    | 483:462 |
| 4 | Berliner SV 92  | 1     | 0     | 5             | 2:10   | 426:568 |

| # | Mannschaft        | Siege | Remis | Nieder- lagen | Punkte | Körbe   |
| - | ----------------- | ----- | ----- | ------------- | ------ | ------- |
| 1 | TuS 04 Leverkusen | 6     | 0     | 0             | 12:0   | 599:425 |
| 2 | USC München       | 4     | 0     | 2             | 8:4    | 478:484 |
| 3 | 1. FC 01 Bamberg  | 2     | 0     | 4             | 4:8    | 435:531 |
| 4 | SSV Hagen         | 0     | 0     | 6             | 0:12   | 432:504 |

 Halbfinalteilnehmer

### Endspiele
|  | Halbfinale | Halbfinale        | Halbfinale | Halbfinale | Halbfinale |  |  | Finale | Finale            | Finale | Finale | Finale |
|  |            |                   |            |            |            |  |  |        |                   |        |        |        |
|  |            |                   |            |            |            |  |  |        |                   |        |        |        |
|  | A 2        | VfL Osnabrück     | 79         | 81         | 160        |  |  |        |                   |        |        |        |
|  | B 1        | TuS 04 Leverkusen | 97         | 92         | 189        |  |  |        |                   |        |        |        |
|  |            |                   |            |            |            |  |  |        | TuS 04 Leverkusen | 80     | 70     | 150    |
|  |            |                   |            |            |            |  |  |        | MTV Gießen        | 75     | 67     | 142    |
|  | B 2        | USC München       | 79         | 76         | 155        |  |  |        |                   |        |        |        |
|  | A 1        | MTV Gießen        | 83         | 90         | 173        |  |  |        |                   |        |        |        |
|  |            |                   |            |            |            |  |  |        |                   |        |        |        |

## Meistermannschaft
| Spieler | Spieler            | Spieler           | Spieler    | Spieler | Spieler | Spieler           |
| Nr.     | Nat.               | Name              | Geburt     | Größe   | Info    | Letzter Verein    |
| ------- | ------------------ | ----------------- | ---------- | ------- | ------- | ----------------- |
|         |                    | Guards (PG, SG)   |            |         |         |                   |
|         | Deutschland        | Dieter Kuprella   | 05.02.1946 | 184     | A-Nat   | ASC Gelsenkirchen |
|         | Deutschland        | Jochen Pollex     | 06.06.1947 | 186     | A-Nat   | SSV Hagen         |
|         | Deutschland        | Achim Kuczmann    | 10.02.1954 | 180     |         | eigene Jugend     |
|         | Deutschland        | Otto Reintjes     | 20.02.1950 |         | A-Nat   |                   |
|         |                    | Forwards (SF, PF) |            |         |         |                   |
|         | Vereinigte Staaten | John Ecker        | 1948       | 200     |         | UCLA Bruins       |
|         |                    | Center (C)        |            |         |         |                   |
|         | Deutschland        | Norbert Thimm     | 21.08.1949 | 205     | A-Nat   | SSV Hagen         |
|         | Deutschland        | Dietrich Keller   | 18.10.1943 | 208     | A-Nat   | USC Mainz         |
|         |                    |                   |            | weitere |         |                   |
|         | Deutschland        | Largo Wandel      |            |         |         |                   |
|         | Deutschland        | Hartmut Bachmann  |            |         |         |                   |
|         | Deutschland        | Wolfgang Bunse    |            |         |         |                   |
|         | Deutschland        | Klaus Greulich    |            |         |         |                   |
|         | Deutschland        | Elwin Heiny       |            |         |         |                   |
|         | Deutschland        | Günter Pollex     |            |         |         |                   |

| Trainer     | Trainer         | Trainer  |
| Nat.        | Name            | Position |
| ----------- | --------------- | -------- |
| Deutschland | Günter Hagedorn |          |

| Legende | Legende         |
| Abk.    | Bedeutung       |
| ------- | --------------- |
| A-Nat   | Nationalspieler |

| Legende | Legende         |
| Abk.    | Bedeutung       |
| ------- | --------------- |
| A-Nat   | Nationalspieler |